# Parábola de la oveja perdida

Estatua del Buen Pastor. La versión original —el altorrelieve de un sarcófago— fue hallada en las catacumbas de Roma y datada del. La estatua de casi 1 m de altura fue restaurada en el Settecento. Representa a un joven con túnica sin mangas y una cesta en bandolera que carga sobre sus hombros un cordero. Hoy se encuentra en el Museo Pío Cristiano de la Ciudad del Vaticano.

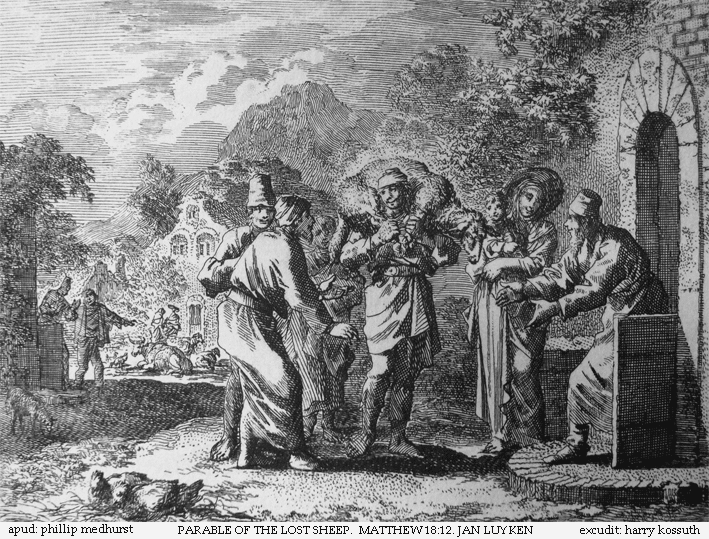
Grabado de Jan Luyken que ilustra el versículo del Evangelio de Mateo 18,12 en la Biblia Bowyer. Bolton, Inglaterra.

La parábola de la oveja perdida, llamada a veces parábola de la oveja extraviada, o parábola de la oveja descarriada,
es una comparación (mashal) contenida en el Evangelio de Lucas (15, 3-7) que tiene en un pasaje del Evangelio de Mateo (18, 12-14) un texto con paralelismos evidentes que ilustra la misma idea general. En ambos casos la parábola se presenta puesta en labios de Jesús de Nazaret. Si bien esos dos pasajes del Nuevo Testamento tienen marcos diferentes y algunas características propias, presentan un núcleo central con tres elementos en común:
1. Un hombre que tiene cien ovejas pierde una.
2. Al darse cuenta, deja las otras noventa y nueve para ir en busca de la oveja perdida.
3. Al encontrarla siente alegría por ella, con mayor gozo que por las noventa y nueve que no se extraviaron.

En el Evangelio de Lucas, la parábola de la oveja perdida es una de las parábolas de la misericordia —también llamadas parábolas de la alegría—, junto con la parábola de la moneda perdida y la del hijo pródigo. El conjunto de esas tres parábolas caracteriza la figura y el mensaje misericordioso de Jesús de Nazaret tal como lo muestra el evangelista Lucas, a punto tal que llegó a considerárselas «el corazón del tercer evangelio». En el Evangelio de Mateo, la parábola es más breve y forma parte de una regla de vida que tiene por objeto mostrar a los pastores de la Iglesia el espíritu con el que deben ejercer su ministerio, particularmente hacia los más pequeños y desprotegidos.
También existe una versión en el extracanónico Evangelio de Tomás –el logion 107– que, por los cambios que presenta, se diferencia del carácter más novedoso del mensaje de la parábola tal como lo transmiten las versiones de Lucas y de Mateo: que se ha de buscar a quien está extraviado, no porque sea bueno sino porque se ha perdido. Una cuarta versión de la parábola, con formato de comentario y lenguaje manifiestamente gnóstico, aparece en el Evangelio de la Verdad.
El cuidado individual de que es objeto la oveja perdida por parte del pastor tiene su correlato en el Evangelio de Juan, donde Jesús se presenta como el Buen Pastor que llama una por una a sus ovejas por su nombre (Juan 10, 3b). Así, suele asociarse la parábola de la oveja perdida con la advocación de Jesucristo como Buen Pastor: «Yo soy el buen pastor. El buen pastor da su vida por las ovejas» (Juan 10, 11). Joseph A. Fitzmyer sugirió que la atención del pastor por la oveja perdida depende de la tradición del Evangelio de Juan.
En palabras de otro teólogo y biblista contemporáneo:

No se debe del todo a confusión de ideas el que, desde el comienzo de la tradición cristiana, se identifique al Buen Pastor con la figura que lleva un cordero a hombros, que procede de la parábola de la oveja perdida.
Charles Harold Dodd

Entre las expresiones artísticas que en número considerable aluden a la parábola de la oveja perdida destacan las referencias que a ella hicieron varios literatos de primer orden del Siglo de Oro español: Miguel de Cervantes, Lope de Vega, Tirso de Molina, Calderón de la Barca y Francisco de Quevedo, entre otros, encontraron en esta parábola una fuente de inspiración.

## La parábola en el Evangelio de Lucas y en el de Mateo
La parábola de la oveja perdida se encuentra en dos evangelios del Nuevo Testamento, el de Lucas (15, 3-7) y el de Mateo (18, 12-14), cuyos textos originales se escribieron en griego koiné. Existen papiros y códices muy antiguos que contienen la parábola, entre los que destacan particularmente los siguientes, catalogados según la clasificación de Aland y Aland en la Categoría I:

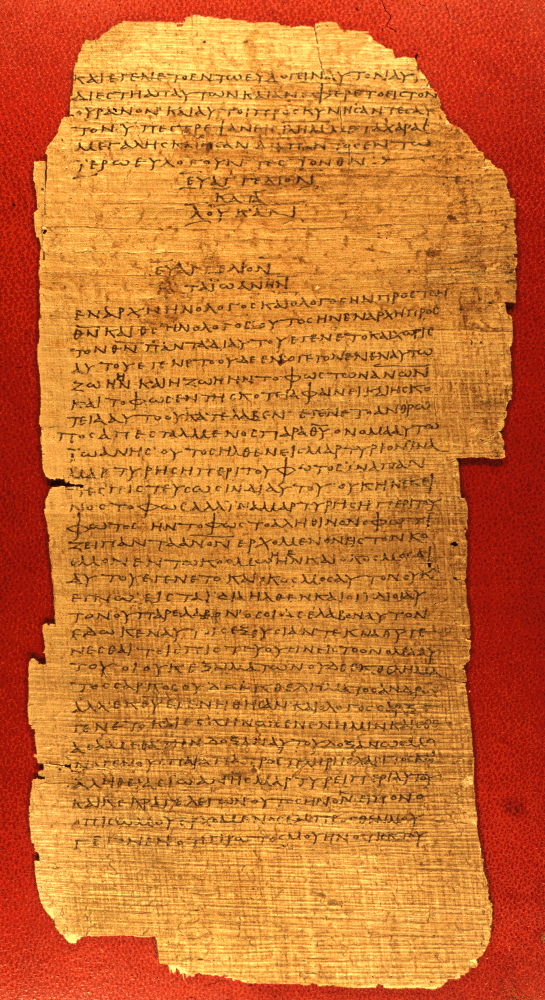
El papiro 75 (^{75}), datado de 175-225 d. C., es el manuscrito más antiguo conocido que presenta unidos a dos evangelios, el Evangelio de Lucas y el de Juan. También es el material conservado más antiguo que contiene la parábola de la oveja perdida.

- Papiro 75 (datado de 175-225), contiene la versión lucana de la parábola y constituye, entre los papiros del Nuevo Testamento que han llegado hasta el presente, el más antiguo que la incluye.[14]
- Los cuatro grandes códices unciales de la Biblia en griego contienen ambas versiones, mateana y lucana: el Codex Vaticanus (c. 325-350), el Codex Sinaiticus (c. 330-360), el Codex Alexandrinus (c. 400-440), y el Codex Ephraemi Rescriptus (siglo V).[Nota 1]

Esta parábola —o, en palabras de Bultmann, «semejanza»— es un relato que describe breve pero vivamente el interés que muestra una persona que al perder una oveja —considerada quizá por otros como insignificante en comparación con el conjunto del rebaño— sale en su búsqueda, y la alegría que siente al encontrarla. Las dos versiones canónicas de la parábola son las siguientes:
| 1Todos los publicanos y los pecadores se acercaban a él (a Jesús) para oírle, 2y los fariseos y los escribas murmuraban, diciendo: «Este acoge a los pecadores y come con ellos.» 3 Entonces les dijo esta parábola. 4«¿Quién de vosotros que tiene cien ovejas, si pierde una de ellas, no deja las noventa y nueve en el desierto, y va a buscar la que se perdió hasta que la encuentra? 5Y cuando la encuentra, la pone contento sobre sus hombros; 6y llegando a casa, convoca a los amigos y vecinos, y les dice: “Alegraos conmigo, porque he hallado la oveja que se me había perdido.” 7Os digo que, de igual modo, habrá más alegría en el cielo por un solo pecador que se convierta que por noventa y nueve justos que no tengan necesidad de conversión. Evangelio de Lucas 15, 1-7 | 1En aquel momento se acercaron a Jesús los discípulos […](*) 12¿Qué os parece? Si un hombre tiene cien ovejas y se le descarría una de ellas, ¿no dejará en los montes las noventa y nueve, para ir en busca de la descarriada? 13Y si llega a encontrarla, os digo de verdad que tiene más alegría por ella que por las noventa y nueve no descarriadas. 14De la misma manera, no es voluntad de vuestro Padre celestial que se pierda uno solo de estos pequeños. Evangelio de Mateo 18, 12-14 (*) El versículo 1 se incluye a efectos de indicar el auditorio de la parábola. |

### Originalidad y origen

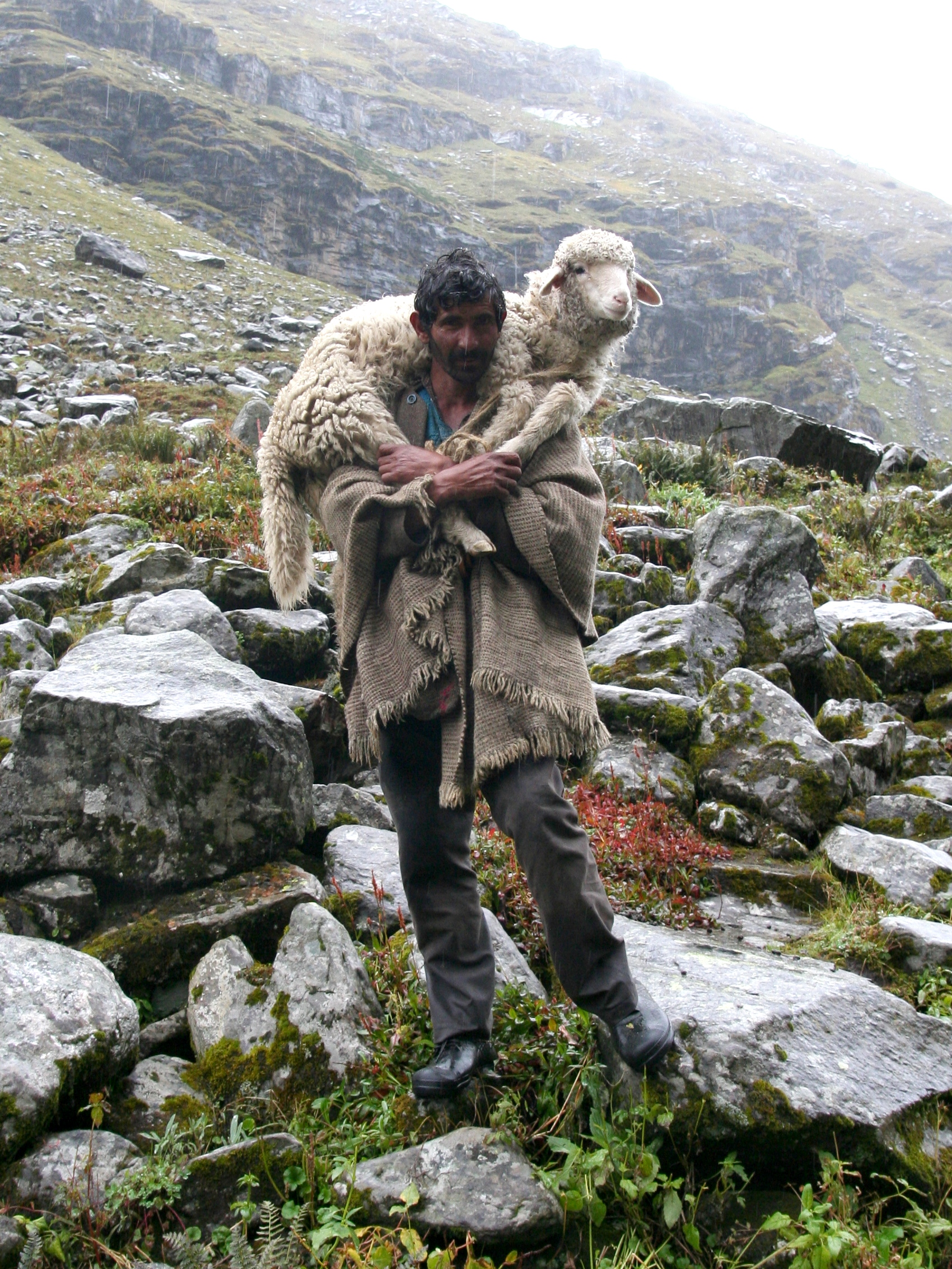
Un pastor contemporáneo. Para cargar una oveja en una zona montañosa durante una distancia prudencial, debe colocarla sobre los hombros y sujetar las patas delanteras y las traseras con cada mano. En caso de usar su cayado, debe sujetar las cuatro patas fuertemente contra el pecho. Entre las distintas versiones de la parábola de la oveja perdida, la única en la que el pastor carga la oveja sobre sus hombros es la del Evangelio de Lucas: el evangelista expresa con esa imagen la delicadeza que caracteriza el verdadero cuidado pastoral.

No existe unanimidad de criterios sobre cuál de las dos versiones canónicas de la parábola es la más próxima a la versión inicial. Rudolf Karl Bultmann, Eta Linnemann, y Joseph A. Fitzmyer sugirieron que la versión mateana es la más cercana a la original. Por su parte, Joachim Jeremias y Josef Schmid señalaron que la forma más próxima a la original es la del Evangelio de Lucas. Claude Montefiore comentó que la forma original de la parábola podría conservarse de manera compartida: en algunos puntos el Evangelio de Mateo y en otros el de Lucas podrían preservar el material original de forma más precisa. Por su parte, Charles Harold Dodd y François Bovon consideraron que posiblemente ninguna de las versiones que llegaron hasta nosotros sea la original, aunque Dodd sugiere que la versión lucana parece ajustarse mejor a los términos de la parábola.
La mayoría de los especialistas actuales acepta que la parábola de la oveja perdida tendría por origen la fuente Q, una fuente hipotética común al Evangelio de Mateo y al de Lucas.

### Auditorio, motivo y características de la parábola en Mateo y Lucas
En el Evangelio de Lucas, Jesús formula la parábola de la oveja perdida como respuesta a la murmuración indignada de los fariseos y escribas, quienes cuestionaban su conducta de recibir a los pecadores y admitirlos a su mesa. Se trata del escenario y del motivo de la parábola, es decir, en el Evangelio de Lucas la parábola está dirigida a los enemigos y críticos de Jesús. Es una respuesta a los rabinos fariseos que mantenían un principio de no relación con aquellas personas consideradas pecadoras por su oficio o condición: «El hombre no debe relacionarse con el impío ni para enseñarle la Ley».
En el Evangelio de Mateo la parábola presenta un auditorio diferente, puesto que Jesús no la dirige a los fariseos adversos a él sino a sus propios discípulos. En el marco histórico en el que se escribe ese evangelio, datado de los años 80 a 90 por la mayoría de los biblistas, «los discípulos» significan los jefes de la comunidad cristiana. Según Joachim Jeremias y Josef Schmid, la situación real que dio origen a la parábola se aproxima más a la descripta en el Evangelio de Lucas.
Ambos relatos tienen un punto llamativo en común: ninguno de los dos nombra explícitamente el término «pastor» o «buen pastor», lo que sí hace el Evangelio de Juan (10, 11-14). Por otra parte, existen otros detalles diferentes en ambas versiones de la parábola. En Mateo, el pastor deja a sus ovejas en la montaña, mientras que en Lucas lo hace en el desierto. El Evangelio de Lucas es el único que presenta al dueño llevando a la oveja descarriada en sus hombros. Los autores cristianos de los primeros siglos tendieron a aunar las dos versiones para crear una nueva versión de la parábola con elementos obtenidos, en distinta proporción, tanto de los textos de Mateo y de Lucas como del Evangelio de Juan. Los relatos de Mateo y de Lucas se impusieron en los primeros siglos del cristianismo, mientras que el pasaje del Evangelio de Juan empezó a tener más notoriedad a finales del siglo IV y comienzos del siglo V.

## La parábola en elEvangelio de Tomásy en elde la Verdad
La parábola de la oveja perdida está también presente en el extracanónico Evangelio de Tomás (logión 107), y existe consenso en que ese pasaje del evangelio apócrifo guarda cierto paralelismo con las parábolas de los evangelios sinópticos de Lucas y de Mateo. Podría haberse generado en una tradición independiente de la de los sinópticos. Algunos autores han supuesto que este pasaje es más antiguo que los de Lucas y de Mateo, pero Joseph A. Fitzmyer desestima esa opinión. Otros autores consideraron este pasaje del Evangelio de Tomás, como derivado de los de Lucas y de Mateo, y hasta como una distorsión de aquellos.
La versión del Evangelio de Tomás presenta varias diferencias respecto de la parábola de los evangelios sinópticos de Lucas y de Mateo.

Jesús dijo: «El Reino es como un pastor que tenía cien ovejas. Una de ellas, la mayor (*), se perdió. Dejó a las noventa y nueve y fue a buscar esa una hasta que la halló. Tras haberse esforzado, dijo a la oveja: "Te quiero más que a las noventa y nueve".»

(*) En otras traducciones: "la más grande", "la más gorda".
Evangelio de Tomás, 107

En primer lugar, no se trata tanto de una parábola apologética signada por la misericordia como en el Evangelio de Lucas, ni una parábola de carácter eclesial como en el Evangelio de Mateo, sino de un pasaje kerigmático, con el formato de una parábola del Reino: «El Reino se asemeja a un pastor...».
Además, añade que la oveja perdida era la más gorda, y la más amada, con lo que encuentra una justificación diferente para la búsqueda de la oveja: era la más apreciada por el pastor, la mejor. Esa aclaración elimina el aspecto más original, paradójico y hasta escandaloso de la parábola de Jesús tal como la presentan los evangelios de Mateo y Lucas, en los cuales el pastor buscaba la oveja, no porque fuera buena o valiosa sino porque estaba perdida.
Existe una cuarta versión, que aparece en el Evangelio de la Verdad, atribuido a Valentín el gnóstico. En palabras de François Bovon, esta versión «parece más un comentario que una cita».

## La imagen del pastor y las ovejas en tiempos de Jesús
En la época de Jesús de Nazaret se conceptuaba a los pastores de forma muy dispar. Se los mencionaba en varias listas de trabajos considerados despreciables: se trataba de uno de los oficios que un padre no debería enseñar a sus hijos por ser «oficios de ladrones».
Si bien en varios pasajes de la Biblia hebrea se presentaba a Moisés, a David y al propio Yavé como pastores, la literatura rabínica en general contenía juicios desfavorables sobre quienes ejercían ese oficio. De hecho, se igualaba a los pastores con los publicanos y recaudadores de impuestos. Se decía: «A los pastores, a los recaudadores de impuestos y a los publicanos les es difícil la penitencia», debido a que supuestamente no podían conocer a todos aquellos a quienes habían dañado o engañado como para hacer una reparación. En el Evangelio de Lucas Jesús se presenta criticado por los escribas y fariseos en razón de que acoge a los publicanos. En respuesta, pronuncia una parábola en la que el protagonista misericordioso es un pastor, figura igualmente menospreciada. De allí que se haya llamado a este conjunto el «Evangelio de los marginados», ya que parece tener como uno de sus objetivos mostrar la cercanía de Dios y su misericordia para con quienes viven agobiados por el desdén y el rechazo de los demás.

## Temas y significados de la parábola
La parábola de la oveja perdida fue objeto de variadas interpretaciones desde el cristianismo primitivo hasta el presente. Entre los significados más atribuidos y los matices más comentados destacan los siguientes.

### El perdón y la misericordia de Dios
Tradicionalmente se considera que la parábola de la oveja perdida –particularmente en la versión del Evangelio de Lucas– constituye un pasaje que tiene por nota la misericordia de Dios para con los pecadores, y una referencia directa al carácter positivo del perdón, en el marco de una enseñanza que diferencia el pecado del pecador.
Según Agustín de Hipona, la misericordia es la compasión que experimenta el corazón humano ante la miseria del otro, sentimiento que compele a socorrer si está a nuestro alcance. En la teología cristiana, se considera la misericordia como el atributo de Dios por excelencia: la misma misericordia está presente en todo su actuar. Cuando Tomás de Aquino se preguntó cuál es la virtud más eminente, concluyó que en el ser humano es la caridad teologal porque es la que une al alma con Dios, el ser supremo; pero en Dios, que no tiene superior, la virtud más eminente es la misericordia (Suma Teol. II-II, q. 30, a.4). Hans Urs von Balthasar hace referencia a Karl Barth al decir que «el Dios de Jesucristo es, en su esencia, misericordioso» y «que en su propio y libre poder (es), en su esencia más íntima, abierto, dispuesto, inclinado (propensus) a la compasión por el dolor ajeno y, por lo tanto, al apoyo, a la propia intervención ante este dolor ajeno».
Este aspecto supone una subversión de ciertos procederes establecidos. En palabras de José María Cabodevilla, entre los hombres suele practicarse una variante de la parábola que no es trivial, la de «la oveja sarnosa», que manifiesta que para evitar el contagio debe arrojarse tal oveja fuera del aprisco. Cabodevilla sugiere con sutileza el aire de superioridad de quien así opera, «el celoso guardián de las ovejas sanas y robustas, orgullo de su redil». Tal principio de intransigencia no halla respaldo alguno en las páginas del evangelio, sino que entra en abierta oposición con la enseñanza de Jesús de Nazaret, expresada en parábolas como la de la oveja perdida.

### La búsqueda de lo perdido y la alegría por lo encontrado
La parábola no se interesa tanto por la historia de la oveja, que según el propio relato simboliza al hombre pecador caído en desgracia («Os digo que, de igual modo, habrá más alegría en el cielo por un solo pecador que se convierta...»). El personaje central de la parábola es el pastor, con el que se representa a Dios Padre («De la misma manera, no es voluntad de vuestro Padre celestial que se pierda uno solo de estos pequeños») o por extensión al propio Jesucristo. La psicología del pastor se manifiesta en dos cuadros:
1. en el primero se pone en evidencia su afán por buscar lo perdido, y
2. en el segundo, su alegría por haberlo encontrado.

[…] el relato (y la otra parábola de la moneda perdida sigue la misma línea) describe con vivos colores el interés de una persona cuando pierde algo que un tercero podría juzgar relativamente insignificante, así como su correspondiente gozo cuando lo encuentra. […] las parábolas se refieren al extraño interés (así lo estimaban algunos) que Jesús mostraba por las clases deprimidas de la comunidad judía. Y posiblemente por algunos habitantes de Galilea que no eran judíos. No necesitamos preguntar si el que busca lo perdido es Jesús mismo o Dios. El reino de Dios ha llegado en el ministerio de Jesús, y uno de los rasgos de esa llegada era este inédito interés por lo «perdido».
Charles Harold Dodd

Al percibir la pérdida de la oveja, el pastor no manifiesta sentimientos de cólera, simplemente la preocupación por encontrarla. La pena y el dolor lo obligan a entrar en acción, a buscar afanosamente. Charles Péguy enfatizó el tema en estos términos: «El pecador, que se apartó y estaba a punto de perderse, ha provocado la angustia en el corazón de Dios» [...] «La angustia de no encontrar la oveja perdida. De no estar seguro.»
Si bien la búsqueda en el primer cuadro de la parábola refiere el amor del pastor por lo extraviado, la alegría por haber encontrado lo perdido constituye el núcleo central del relato. En la bula Misericordiae Vultus con la que se convocó el Jubileo extraordinario de la misericordia, el papa Francisco hizo referencia a la alegría como aspecto fundamental de la parábola de la oveja perdida:

En las parábolas dedicadas a la misericordia, Jesús revela la naturaleza de Dios como la de un Padre que jamás se da por vencido hasta tanto no haya disuelto el pecado y superado el rechazo con la compasión y la misericordia. Conocemos estas parábolas; tres en particular: la de la oveja perdida y de la moneda extraviada, y la del padre y los dos hijos (cfr Lc 15,1-32). En estas parábolas, Dios es presentado siempre lleno de alegría, sobre todo cuando perdona. En ellas encontramos el núcleo del Evangelio y de nuestra fe, porque la misericordia se muestra como la fuerza que todo vence, que llena de amor el corazón y que consuela con el perdón.
Francisco, Misericordiae Vultus, 9

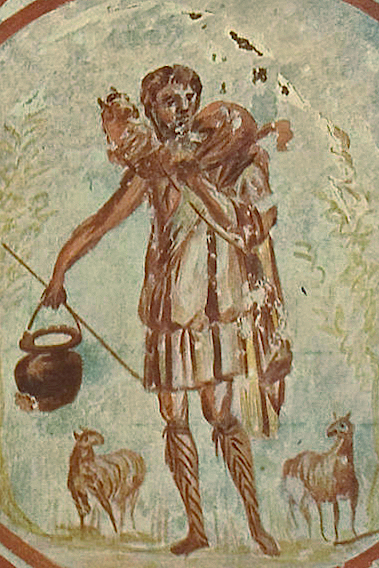
Jesús como el Buen Pastor. Pintura realizada en un techo de las catacumbas de San Calixto en Roma, y datada de mediados del. La imagen es una alegoría de Cristo como pastor.

José María Cabodevilla enfatiza aún más los alcances interpretativos de las parábolas de la misericordia, en particular la de la oveja perdida y la de la moneda perdida.

[…] me sorprende mucho que tanto los comentaristas que he leído como los predicadores que he escuchado se detengan todos ahí, en la ponderación de la misericordia divina, y no digan nada sobre ese otro punto que para mí es mucho más asombroso y maravilloso: la alegría de Dios cuando recupera a un pecador. Y la verdad es que en las dos primeras parábolas (la de la oveja perdida y la de la moneda perdida) es eso precisamente lo único que cabría resaltar. Aun admitiendo que una oveja puede ser responsable de su extravío, cosa que me parece improbable, convendrá usted conmigo en que una moneda no tiene ninguna culpa de haber ido a caer debajo de la cama; lo único que ahí se pone de manifiesto es la alegría, la felicidad de la mujer al recobrar su moneda perdida. En cualquier caso, aunque la alegría de Dios suponga el ejercicio de su misericordia, ciertamente añade otra cosa más, añade algo que la simple noción de misericordia no implica, algo que no es menos admirable sino más admirable: el hecho de que Dios se alegre tanto cuando un hombre vuelve sus ojos a Él, el hecho de que una criatura pueda dar alegría a su Creador.
José María Cabodevilla

### Figura del «descenso de Jesucristo»

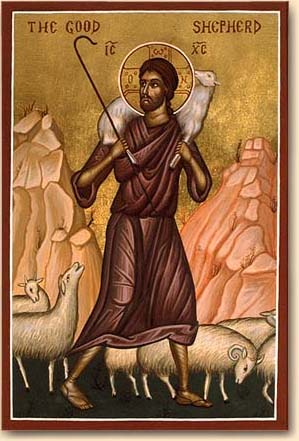
Icono del Buen Pastor. Fines del.

Los padres de la Iglesia consideraron con frecuencia la parábola como una figura del «descenso de Cristo», es decir, como una figura de su encarnación, de su pasión y de su descenso a los infiernos. Así como en el Evangelio de Mateo el pastor deja los montes y desciende para buscar la oveja perdida, Jesucristo descendió en su encarnación y se anonadó en su pasión para salvar a cada hombre, al género humano. Algunos ejemplos son los siguientes:

El Señor ha venido a buscar a la oveja que había perecido y es el hombre el que había perecido.
Ireneo de Lyon, Demostración de la predicación apostólica, 22

Una oveja había perecido pero el buen pastor, dejando las noventa y nueve restantes en la montaña, descendió a nuestro valle de lágrimas, la buscó, y al encontrarla la puso sobre sus hombros.
Orígenes, Homilías sobre los números 19, 4

(Cristo) «aunque de condición divina no hizo alarde de su categoría de Dios, sino que se anonadó, tomando la condición de esclavo, haciéndose obediente hasta la muerte e incluso la muerte de cruz» (Filipenses 2, 6-8). Descendió a la tierra precisamente para salvar a la única sola ovejita perdida, es decir, al género humano.
Jerónimo de Estridón, Comentario a Mateo 18, 12

Descendió porque nosotros estábamos abajo y subió para que nosotros no nos quedáramos abajo.
Agustín de Hipona, Sermón Dolbeau 26, 48

### Llamado a la atención pastoral

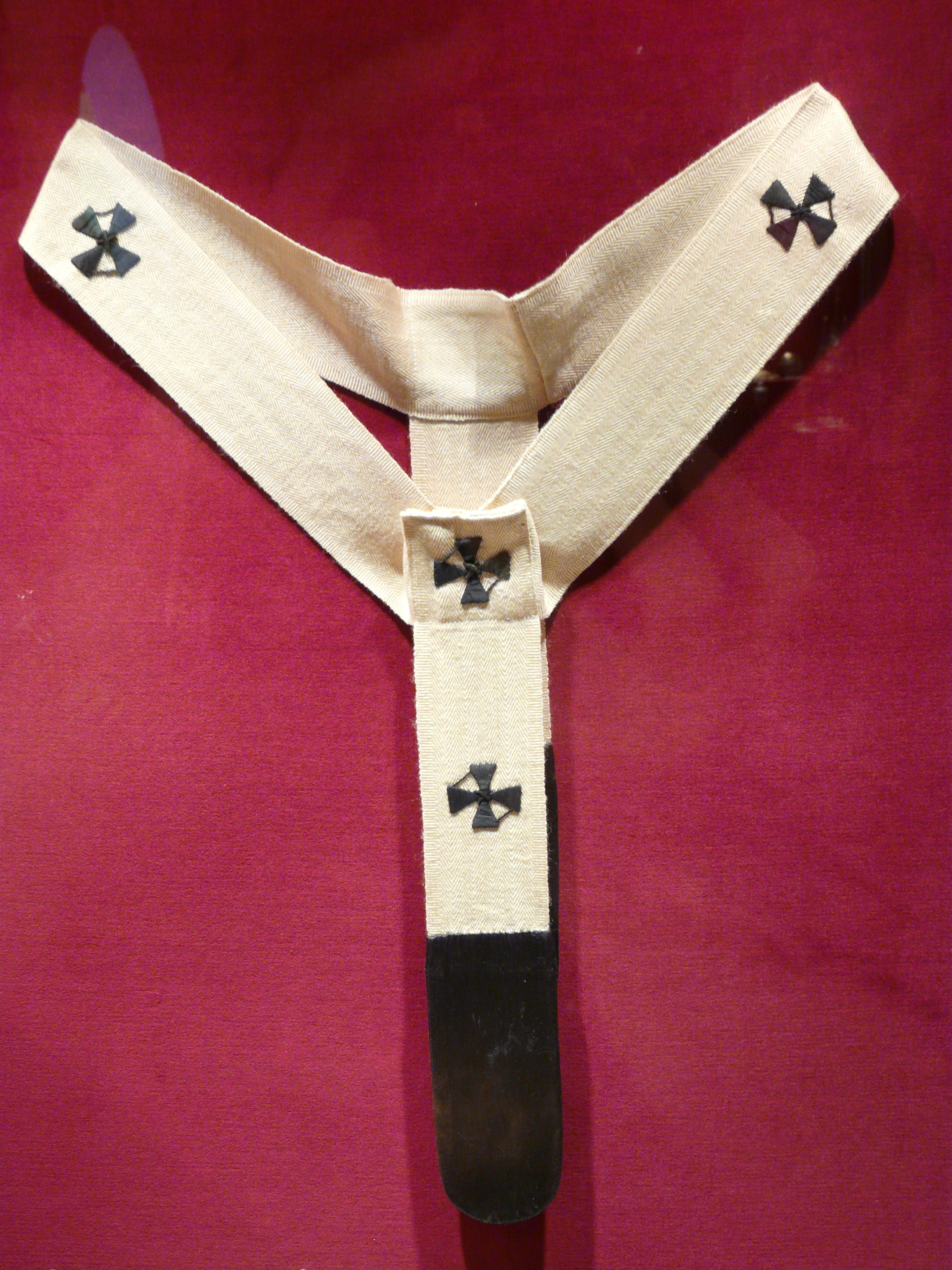
Palio del papa Juan XXIII, hecho de lana de cordero.

Entre los padres de la Iglesia, la parábola también fue ocasión de prédica para instar a no dejar en el desamparo a los demás ni desentenderse de su suerte.
En el Evangelio de Mateo la parábola se dirige a los discípulos como parte de una «regla de vida» de las primeras comunidades cristianas y una de las obligaciones de los pastores de la Iglesia. La parábola evoca que los responsables de las comunidades cristianas deben cuidar de los más desprotegidos, de igual forma que Dios cuida de esos «pequeños».
En la Iglesia católica, el cuidado de los máximos pastores hacia los destinatarios de su ministerio se simboliza con el uso del palio, una faja o banda circular tradicionalmente hecha con lana de cordero. Se coloca sobre los hombros del sumo pontífice y de los arzobispos como símbolo del pastoreo y recordatorio de que deben cargar con las ovejas como el pastor lo hizo en la parábola de la oveja perdida.
Así lo recordó Benedicto XVI, en la misa de inicio de su ministerio petrino, al asociar la imposición del palio con la invitación de llevarnos unos a otros sobre los hombros:

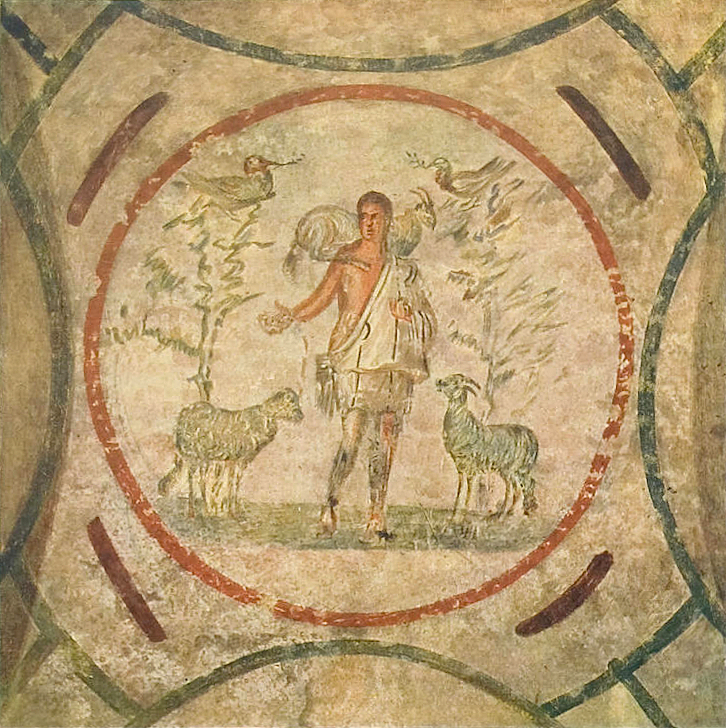
Representación del Buen Pastor, con una oveja sobre sus hombros, en medio de ovejas, palomas y ramas de olivo, datada del. Catacumbas de Priscila, Roma.

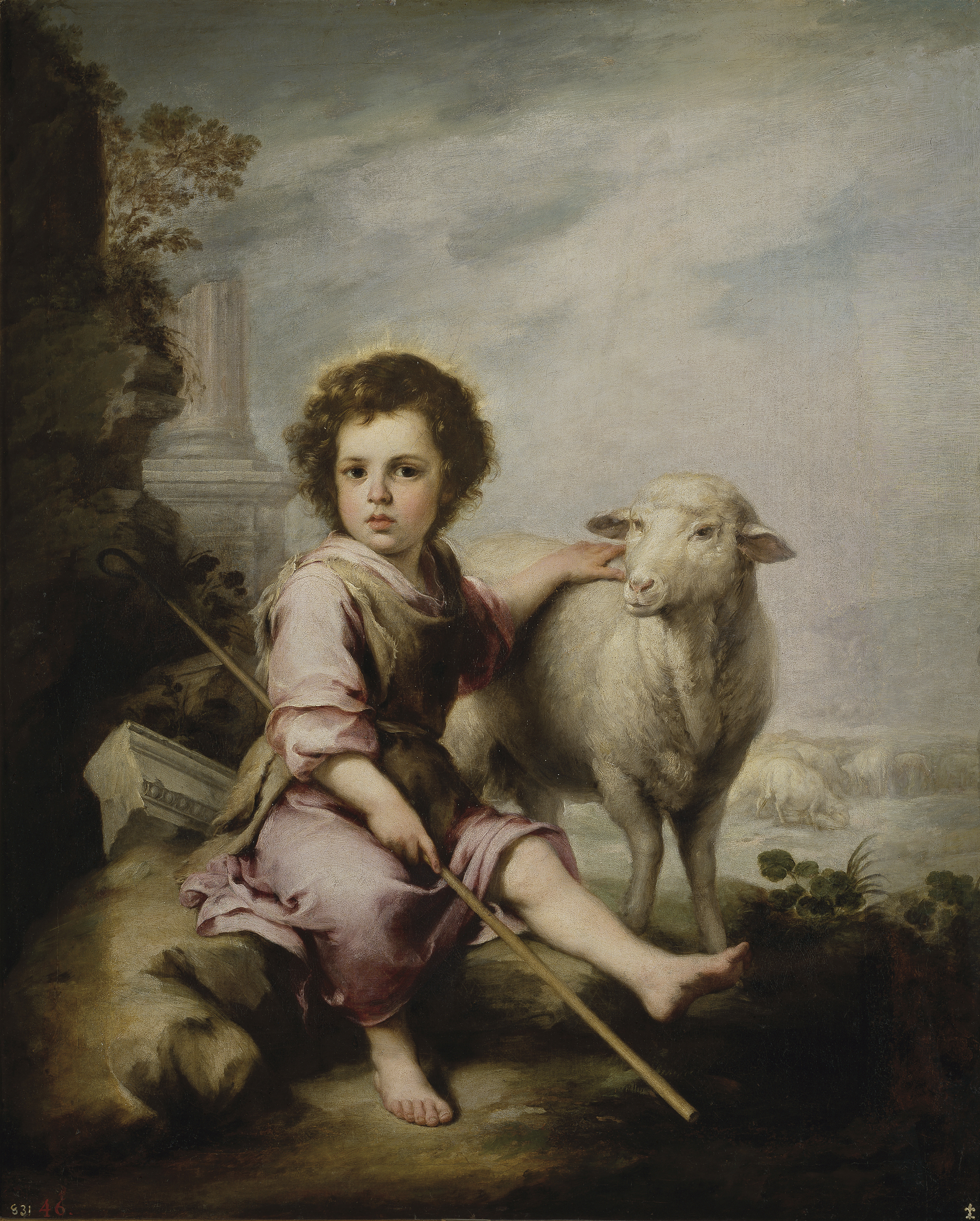
El Buen Pastor (1660) de Bartolomé Murillo. Museo del Prado, Madrid. A diferencia de las representaciones tradicionales, Murillo caracteriza al Buen Pastor como un niño que apoya la mano sobre la oveja como forma de demostrar su cuidado pastoral, sustituyendo así la clásica carga sobre sus hombros.

La parábola de la oveja perdida, que el pastor busca en el desierto, fue para los padres de la Iglesia una imagen del misterio de Cristo y de la Iglesia. La humanidad —todos nosotros— es la oveja descarriada en el desierto que ya no puede encontrar la senda. El Hijo de Dios […] la pone sobre sus hombros, carga con nuestra humanidad, nos lleva a nosotros mismos, pues Él es el Buen Pastor, que ofrece su vida por las ovejas. El palio indica primeramente que Cristo nos lleva a todos nosotros. Pero, al mismo tiempo, nos invita a llevarnos unos a otros.
Benedicto XVI

## La parábola en las artes plásticas y literarias
Junto con los numerosos análisis que se hicieron de la parábola de la oveja perdida, se puso de manifiesto su profundidad, que supera el marco estrictamente religioso y que, a través del tiempo, alcanzó diversos campos de la cultura y de las artes.
Desde los tiempos del cristianismo primitivo se asoció la imagen del pastor que sale en busca de la oveja perdida con la de Cristo como Buen Pastor. La profusión de representaciones escultóricas y pictóricas del tema del pastor y la oveja en el arte paleocristiano es notable: se identificaron hasta 892 representaciones, datadas en su mayoría de los siglos III y IV. La representación del Buen Pastor comenzó a menguar en su frecuencia hacia fines del siglo IV y prácticamente desapareció en el siglo V.
Más tarde, el tema del Buen Pastor y de la oveja perdida se entrecruzaron nuevamente en representaciones pictóricas como El Buen Pastor de Bartolomé Esteban Murillo. Tiene su inspiración en el Evangelio de Juan (10, 11-14) donde Jesucristo se identifica con el Buen Pastor que da su vida por sus ovejas. En el primer plano de esa obra, Jesús niño apoya su mano izquierda sobre una oveja. Madrazo sugirió que esa oveja haría referencia a la oveja perdida del Evangelio de Mateo (18, 12).
En la literatura, distintos elementos de la parábola sirvieron de modelo a varios autores de primer orden del Siglo de Oro español. La parábola de la oveja perdida facilitó la incorporación de elementos dramáticos a un subgénero pastoril ya popularizado por las églogas de Gómez Manrique, Juan del Encina, y Garcilaso de la Vega.
Miguel de Cervantes aludió a la parábola de la oveja perdida en el final de la jornada primera de su obra La Gran Sultana, Doña Catalina de Oviedo (1615), en la que Sultana se asimila a una cordera alejada del aprisco que puede ser presa fácil de la «infernal serpiente». En el romance A la oveja perdida, Lope de Vega presentó a Cristo como un pastor enamorado en busca de su oveja extraviada, que es el alma. Lope era un poeta de una espiritualidad intensa, razón por la que el tema de la oveja perdida aparece además como central en El pastor lobo y cabaña celestial, y como tema de segundo orden en La venta de la zarzuela, La fianza satisfecha y La buena guarda. Tirso de Molina se inspiró en la parábola del buen pastor para la composición de algunos pasajes de la obra El condenado por desconfiado. También Calderón de la Barca destacó por los varios autos sacramentales en los que hizo referencia a la parábola de la oveja perdida, entre ellos, El pastor Fido.

En uno de sus Salmos del Heráclito cristiano, Francisco de Quevedo utilizó el «yo poético» a través de pronombres, verbos y posesivos para presentarse como la oveja perdida que se aleja del rebaño:

¡Cuán fuera voy, Señor, de tu rebaño,
llevado del antojo y gusto mío!
Llévame mi esperanza el tiempo frío,
y a mí con ella un disfrazado engaño.
Entre los pensadores modernos destaca en este tema Charles Péguy, apodado «el poeta de la esperanza», quien describió en su obra  El pórtico del misterio de la segunda virtud, lo que la oveja perdida produjo en el Buen Pastor, antes de que en torno del cuello como una media corona, como una bufanda de lana que da calor, la oveja misma diera calor a su propio pastor.

Hizo temblar el corazón mismo de Dios.
Un temblor de temor y un temblor de espera.
Un temblor también de miedo.
Un temblor de una inquietud
mortal.
Y después, y así, y además
de aquello que está ligado al temor, al miedo, a la inquietud.
Con una unión que no se rompe, con una unión que no se deshace,
temporal, eterno, con una indestructible unión
ha hecho temblar el corazón de Dios
con el temblor mismo de la esperanza.

Ha introducido en el corazón mismo de Dios la teologal
esperanza.

## Citas bíblicas
1. ↑  Escuela bíblica de Jerusalén (febrero de 2009). Biblia de Jerusalén (Edición Española) (4ª edición). Bilbao: Desclée de Brouwer. pp. 1457-1458. ISBN 978-84-330-2322-3.
2. ↑  Escuela bíblica de Jerusalén (febrero de 2009). Biblia de Jerusalén (Edición Española) (4ª edición). Bilbao: Desclée de Brouwer. pp. 1414-1415. ISBN 978-84-330-2322-3.